# フリージアの雨
『フリージアの雨』（フリージアのあめ）は、1985年3月5日に発売された荻野目洋子のセカンドアルバム。発売元はビクター音楽産業（LP：SJX-30261、CT：VCH-10285、CD：VDR-1005）。

## 概要
- アルバムオリジナル曲の他、3rdシングル「ディセンバー・メモリー」のB面曲「雨とジャスミン」と4thシングル「無国籍ロマンス」も収録されている。アルバムタイトルと同名の曲も歌われている。
- 2010年3月24日には再発盤アルバム（デビュー25周年 リイシュー企画）『フリージアの雨 [+2]』が発売され、ボーナストラックとして「ディセンバー・メモリー」「たそがれエンジェル」も収録されている。

## 収録曲

### オリジナル盤
- SIDE A

1. 入江に帰るヨットのように
作詞：安藤聖己／作曲：古本鉄也／編曲：入江純
2. フリージアの雨
作詞：松本隆／作曲・編曲：船山基紀
3. 無国籍ロマンス
作詞：岡田冨美子／作曲：坂本龍一／編曲：入江純
4. 想い出のジューク・ボックス
作詞：神田ヒロミ／作曲：井上大輔／編曲：船山基紀
5. マイ キャサリン
作詞：三浦徳子／作曲：田中弥生／編曲：萩田光雄

- SIDE B

1. Bの噂
作詞：三浦徳子／作曲：後藤次利／編曲：入江純
2. 彼と彼女とひこうき雲
作詞：三浦徳子／作曲：井上大輔／編曲：船山基紀
3. ポインセチアの想い
作詞：松宮恭子／作曲：田中弥生／編曲：入江純
4. 雨とジャスミン
作詞：三浦徳子／作曲：井上大輔／編曲：萩田光雄
5. 雨のメモリー
作詞：岡田冨美子／作曲：馬飼野康二／編曲：入江純

### フリージアの雨+2
- 2010年3月24日発売。前述の通り、ボーナストラックとして新たに2曲収録された。

1. 入江に帰るヨットのように
2. フリージアの雨
3. 無国籍ロマンス
4. 想い出のジューク・ボックス
5. マイ キャサリン
6. Bの噂
7. 彼と彼女とひこうき雲
8. ポインセチアの想い
9. 雨とジャスミン
10. 雨のメモリー
11. ディセンバー・メモリー
作詞：三浦徳子／作曲：井上大輔／編曲：船山基紀
12. たそがれエンジェル
作詞：神田ヒロミ／作曲：島津行良／編曲：萩田光雄